# Munchie
Munchie is een Amerikaanse filmkomedie uit 1992 onder regie van Jim Wynorski.

## Verhaal
Gage Dobson (Jaime McEnnan) is een jongeman met een heleboel problemen. Hij wordt gepest op school, zowel door de leerlingen als de leraars. Zijn moeder Cathy (Loni Anderson) heeft kennis met de dr. Carlisle (Andrew Stevens) die hij niet kan uitstaan en het meisje Andrea (Jennifer Love Hewitt) waarop hij verliefd is, ziet hem niet staan. Zijn enige vriend is professor Cruikshank (Arte Johnson). Hij ontdekt in een verlaten mijn een wezen dat zichzelf Munchie noemt en die hem naar huis volgt. De hulp van Munchie brengt hem nog meer in de problemen. Wanneer deze enkele pesters op school onder handen neemt wordt Gage zelfs bedreigd met uitsluiting.

## Rolverdeling
| Acteur               | Personage            |
| -------------------- | -------------------- |
| Loni Anderson        | Cathy                |
| Andrew Stevens       | Dr. Elliot Carlisle  |
| Jaime McEnnan        | Gage Dobson          |
| Arte Johnson         | professor Cruikshank |
| Jennifer Love Hewitt | Andrea Kurtz         |
| Dom DeLuise          | Munchie (stem)       |
| Toni Naples          | Mrs Blaylok          |
| Mike Simmrin         | Leon                 |
| Scott Ferguson       | Ashton               |
| Monique Gabrielle    | Miss laurel          |
| Ace Mask             | Donald Krupp         |
| Sheila McCarthy      | Principla Thornton   |
| Lenny Juliano        | P.E. teacher         |
| Jay Richardson       | Mr. Kurtz            |
| Fred Olen Ray        | Pianist              |